# 桂林公园站
桂林公园站位于中华人民共和国上海市徐汇区漕宝路与桂林路交叉口，是上海地铁12号线与15号线的地铁换乘站，其中12号线车站于2015年12月19日启用，15号线车站于2021年1月23日启用。

## 车站结构

### 车站楼层
| 地面层   | 出入口             | 1、4-6出入口                      |  |  |
| 地下一层 | 12号线站厅         | 票务服务、自动售票机、人工服务台  |  |  |
|          | 15号线站厅         | 票务服务、自动售票机、人工服务台  |  |  |
| 地下二层 | ①站台              | █ 12号线 往七莘路（虹漕路）       |  |  |
|          | 岛式站台，左侧开门 |                                   |  |  |
|          | ②站台              | █ 12号线 往金海路（漕宝路）       |  |  |
| 地下三层 | ④站台              | █ 15号线 往顾村公园（桂林路）     |  |  |
|          | 岛式站台，左侧开门 |                                   |  |  |
|          | ③站台              | █ 15号线 往紫竹高新区（上海南站） |  |  |

## 换乘
本站实行站厅换乘。12号线站厅和15号线站厅之间设有换乘通道。

## 车站出口
桂林公园站目前开放4个出入口，其中1、4号口连通12号线站厅，5-6号口连通15号线站厅，各出入口如下所示：
| 出口编号            | 出口指示        | 照片            |
| 连通 12号线站厅     | 连通 12号线站厅 | 连通 12号线站厅 |
| ------------------- | --------------- | --------------- |
| 1 · 出口            | 漕宝路          |                 |
| 4 · 出口 · （设有） | 漕宝路，桂林路  |                 |
| 连通 15号线站厅     |                 |                 |
| 5 · 出口 · （设有） | 桂林路，漕宝路  |                 |
| 6 · 出口            | 桂林路，田林路  |                 |
| 图例： 设有         |                 |                 |